# 부여 무량사 극락전 삼장보살탱
무량사 극락전 삼장보살탱(無量寺 極樂殿 三壯菩薩幀)은 충청남도 부여군 외산면 만수리, 무량사에 있는 조선시대의 불상이다. 2002년 1월 10일 충청남도의 문화재자료 제380호로 지정되었다.

## 지정 사유
조선 영조 23년(1747)에 제작되었으며 화기에 삼장탱이라고 기록되어 있다. 긴 화면에 천장보살을 중심으로 왼쪽에 지지보살, 오른쪽에 지장보살이 나란히 배치되었으며 그 주위를 권속들이에워싸고 있는 전형적인 구도이다. 권속들의 배치는 상하단으로 구분하여 여유있는 공간을 만들고 있으며 상단에는 오색 광선문으로 처리하여 복잡한 면을 탈피시키는 역할을 하고 있다.

## 참고 문헌
- 부여 무량사 극락전 삼장보살탱 - 국가유산청 국가유산포털